# Petar Luar
Petar Luar is een bestuurslaag in het regentschap Muara Enim van de provincie Zuid-Sumatra, Indonesië. Petar Luar telt 1464 inwoners (volkstelling 2010).